# Nova palača (Potsdam)
Nova palača (nemško Neues Palais) je palača na zahodni strani parka Sanssouci v Potsdamu v Nemčiji. Gradnja se je začela leta 1763, po koncu sedemletne vojne, pod kraljem Friderikom II. Velikim in je bila dokončana leta 1769. Velja za zadnjo veliko prusko baročno palačo.

## Zgodovina
Gradnja palače se je začela ob koncu sedemletne vojne, da bi proslavili uspeh Prusije. Vojna se zaradi spora glede Šlezije spreminja tudi kot tretja šlezijska vojna. V arhitekturni obliki je Friderik Veliki skušal pokazati moč in slavo Prusije, ki jo je pripisal kot fanfaronado, presežek sijaja v marmorju, kamnu in pozlati.
Za kralja Nova palača ni bila glavna rezidenca, ampak prostor za sprejem pomembnih kraljev in dostojanstvenikov. Od več kot 200 sob so bile štiri glavne sobe za zbiranje in gledališče na voljo za kraljeve funkcije, plese in državne priložnosti. Med svojim občasnim bivanjem v palači je Friderik zasedel niz sob na južnem koncu stavbe, sestavljen iz dveh predsob, delovne sobe, koncertne sobe, jedilnice in spalnice, med drugim. Medtem ko je bil Frederician Rococo ustanovljen na Sanssouci, je dal Friderik Veliki novo palačo zgraditi v različnih oblikah baročne arhitekture in dekoracije, z nekaterimi odstopanji. Kralj je dal prednost rokokoju in baroku kot neoklasicističnemu slogu, ki je takrat že prevzel Evropo kot prednost mnogih monarhov. Arhitektu Johannu Gottfriedu Büringu je bila s pomočjo Heinricha Ludwiga Mangerja dodeljena naloga načrtovanja Nove palače in je že dokazal uspeh z dokončanjem Kitajske čajnice in Galerije slik v kraljevem parku Sanssouci. Po nesoglasjih nad zasnovo palače je leta 1764 zasnovo palače v celoti zaupal arhitektu Carlu von Gontardu. Trinadstropna fasada se je že začela dvigovati okrog nedokončane notranjosti, saj je gradnja vztrajno potekala, z 220 metri vzhodne in zahodne fasade. Med pilastri je tisto, kar je videti kot opeka, pravzaprav poslikan učinek, pri čemer ostane le kraljevo južno krilo z izpostavljeno opeko. Ponovno kazanje malte na fugah se je izkazala za naporno in drago opravilo, zato je Friderik dal opeko prekriti s štukaturo in pobarvati tako, da še turiste danes preslepi varljiva končna obdelava. Več kot 400 kipov in figur iz peščenjaka krasi palačo in pomožne stavbe, ki so jih ustvarili številni ugledni kiparji, in sicer Johann Peter Benckert, Johann Matthias Gottlieb Heymüller, brata Johann David in Johann Lorenz Räntz ter drugi.
Po smrti Friderika Velikega leta 1786 se Nova palača ni več uporabljala in je bila le redko zasedena kot rezidenca ali zabavišče. Od leta 1859 pa je postala poletna rezidenca nemškega prestolonaslednika Friderika Viljema, kasnejšega nemškega cesarja Friderika III. Palača je bila med 99-dnevno vladavino najljubša rezidenca Friderika in njegove cesarice Viktorije. Med kratko vladavino Friderika III. so palačo preimenovali v palačo Friedrichskron (Schloss Friedrichskron) in okoli palače izkopali jarek. Po pristopu Viljema II. je bila v palači izvedena prenova in restavriranje z namestitvijo parnega ogrevanja, kopalnic v državnih stanovanjih in elektrifikacije lestencev, ki jih je Friderik Veliki zbiral po vsej Evropi. Do leta 1918 je ostal priljubljena rezidenca Viljema II. in cesarice Auguste Viktorije.
Po novembrski revoluciji in abdikaciji Viljemovi je Nova palača postala muzej in ostal tak do druge svetovne vojne. Nekaj zakladov palače je ob koncu vojne izropala sovjetska vojska. Velik del pohištva je bil odstranjen in odpeljan v rezidenco izgnanega Viljema II. v Huis Doorn na Nizozemskem. Večino pohištva so Nizozemci odkrili v 1970-ih, še vedno v originalnih zabojih za pakiranje, in ga vrnili v Potsdam. Zaradi tega in ker se je izognila bombardiranju v drugi svetovni vojni, je palača danes videti tako kot leta 1918.

## Arhitektura
Nova palača je bila zgrajena kot poletna rezidenca za kraljevo družino med letoma 1763 in 1769 z uporabo štirih arhitektov: Johanna Gottfrieda Büringa, Heinricha Ludwiga Mangerja, Carla von Gontarda in Jean-Laurenta Legeaya. Z uporabo baročne simetrične postavitve je trikrilna palača s stranskimi prizidki obrnjena proti komunalnemu servisnemu traktu, sestavljenemu iz dveh traktov, povezanih s stebriščem. Communs deluje kot protipostavka Novi palači, ki deluje kot oder z dvojnimi stopnicami, čeprav vsebuje gospodinjske prostore in kuhinje. Glavno stavbo palače okrona kupola s tremi gracijami, ki držijo krono Prusije. Sosednji krili imata ujemajoče se kupole s pozlačenim orlom. V središču stavbe sta dve banketni dvorani v pritličju in še dve v prvem nadstropju, s sosednjimi kraljevimi apartmaji, vključno s predsobnimi galerijami s slikami. Namesto glavnega stopnišča se do stanovanj dostopa po štirih manjših stopniščih. Preddverje služi kot osrednji vhod z dvorišča, s stropno poslikavo Apolona Johanna Christopha Frischa.
V pritličju za vežo je dvorana Grotto, ki jo pripisujejo Carlu von Gontardu, s stenami, okrašenimi s školjkami, kamni, marmorjem, kremenom in poldragimi kamni, ki so bili obogateni v 19. stoletju. Del zasnove dvorane Groto so marmorna tla, ki prikazujejo morske živali in rastline, ter stropna slika iz leta 1806, Venera in Amor, Tri gracije in Putti. Slika, ki jo pripisujejo Johannu Gottfriedu Niedlichu, je nadomestila prejšnje delo. V nišah okoli sobe so kipi in fontane, v obokih pa visijo brušeni kristalni lestenci.
Marmorgalerie meji na sobo Grotto, ki vsebuje rdeči jaspis in beli marmor iz Carrare. Velika ogledala so obrnjena proti oknom, medtem ko tridelna stropna poslikava Christiana Bernharda Rodeja prikazuje jutro, poldne in noč.
Neposredno nad dvorano Grotto je Marmorna dvorana, največja od festivalskih dvoran, ki so jo različno uporabljali kot plesno dvorano in kot banketno dvorano. Dvorana, ki se dviga v dveh nadstropjih, gleda na vzhodne parterje in osni razgled, ki vodi v Sanssouci. Bogato pozlačen, ukrivljen strop se dviga v podstrešni del pod veliko bakreno kupolo. Sliko v središču tega stropa, Strežba Ganimeda na Olimpu, je leta 1769 ustvaril Charles-Amédée-Philippe van Loo. S površino 240 kvadratnih metrov je največja stropna slika na platnu severno od Alp. Štiri ogromne slike, naročene pred sedemletno vojno, krasijo marmorne stene dvorane. Na pilastrih je dvanajst kipov, ki prikazujejo osem brandenburških volilnih knezov in štiri slavne cesarje: Julija Cezarja, Konstantina, Karla Velikega in Rudolfa II. Balkon z zapleteno pozlačeno železno ograjo gleda na dvorano iz tretjega nadstropja.
Zgornja galerija v palači je južno od Marmorne dvorane in je neposredno nad Marmorno galerijo v pritličju. Strop je pobarvan v odtenkih vrtnice, starinsko rumene in bele barve, poudarjen z močnimi pozlačenimi okraski. Vedno priljubljen neoklasicizem v Evropi v tistem času je razviden iz okroglih elementov nad in na vratih. Nasproti oken galerije visi šest velikih italijanskih baročnih slik. Vse, kar je ostalo od prvotne opreme, so tri konzolne mizice iz marmornega mozaika in oblazinjene sedežne garniture.
Gledališče v južnem krilu je zasnoval Johann Christian Hoppenhaupt. Oder uokvirjajo pozlačene palme, nad njimi pa sta Talija in Melpomena, ki držita ploščo s Friderikovimi začetnicami. Gledališču manjka kraljeva loža, v kateri bi si kralj lahko ogledal predstavo. Namesto tega bi Friderik sedel med svojimi gosti v tretji vrsti sedežev od odra. Polkrožne sedežne vrste se dvigajo kot v klasičnem amfiteatru. Gledališče se je odprlo 18. julija 1768 z oratorijem Johanna Adolfa Hasseja. Gledališče ostaja v sedanji uporabi.
Po revoluciji leta 1918, ki je strmoglavila monarhijo, je Weimarska republika dovolila, da se 34 vagonov s pohištvom iz palače pošlje izgnanemuViljemu II. v Huis Doorn na Nizozemskem. To je razlog, zakaj pohištvo v zgornjih prostorih, v katerih sta prej živela Viljem II. in njegova soproga cesarica Avgusta Viktoria, prihaja od drugod.

## Park
Nova palača, ki leži na zahodnem koncu kraljevega parka Sanssouci, je na glavni osni aveniji. Palača je bila v času izgradnje v obsežnem baročnem parku. Danes je območje palačnega parka v bližini Nove palače preprosto urejeno s potmi, kipi, fontanami in zelenjem.
V bližini sta Tempelj prijateljstva in Antični tempelj, ki ju je, tako kot Novo palačo, zasnoval Carl von Gontard in zgradil kmalu po dokončanju.

## Svetovna dediščina
Od leta 1990 je Nova palača del Unescove svetovne dediščine Palače in parki v Potsdamu in Berlinu. Palačo upravlja fundacija Preußische Schlösser und Gärten Berlin-Brandenburg.